# Ehretia longiflora
Ehretia longiflora är en strävbladig växtart som beskrevs av Champion och George Bentham. Ehretia longiflora ingår i släktet Ehretia och familjen strävbladiga växter. Inga underarter finns listade i Catalogue of Life.